# Hortensio (cónsul designado)
Quinto o Lucio Hortensio (en latín, Quintus o Lucius Hortensius) fue un político de la República romana.
Su nombre se encuentra mencionado en algunos fastos como cónsul del año 108 a. C. aunque, por razones desconocidas, sería sustituido en el cargo por Marco Aurelio Escauro.